# Lactogen
El lactogen placentari, també conegut com a lactogen, o hPL, és una hormona polipèptida (proteïna) que es sintetitza a la placenta, que en principi només és present a l'organisme de la dona durant l'embaràs i que està relacionada amb l'hormona del creixement i la prolactina. Científicament, el lactogen es coneix també amb el nom de somatomamotropina coriònica. El lactogen desapareix ràpidament amb l'extracció de la placenta.
Sembla que el lactogen pot ser important per al desenvolupament de la glàndula mamària i que forma part tant del metabolisme de la futura mare com al desenvolupament del fetus.

## Descripció
El lactogen és una proteïna polipèptida que s'assembla molt a l'hormona del creixement i que normalment es produeix durant l'embaràs, tot i que també pot produir-se patològicament a causa d'alguns tumors.

## Relació amb la placenta
Alguns autors han descrit un paral·lelisme entre la quantitat de lactogen i l'augment de pes de la placenta, però això no ha estat demostrat encara. Sembla que els nivells de lactogen a la dona embarassada augmenten a mesura que avança l'embaràs, d'una manera semblant a les quantitats de progesterona i d'estriol. El nivell màxim de lactogen sol ocórrer entre les setmanes 36 i 40 de gestació, amb una concentració de 5-7 micres de lactogen per mil·lilitre de sang. El lactogen desapareix de l'organisme de la mare poc després del part, amb l'extracció de la placenta.